# Eardwulf (Kent)

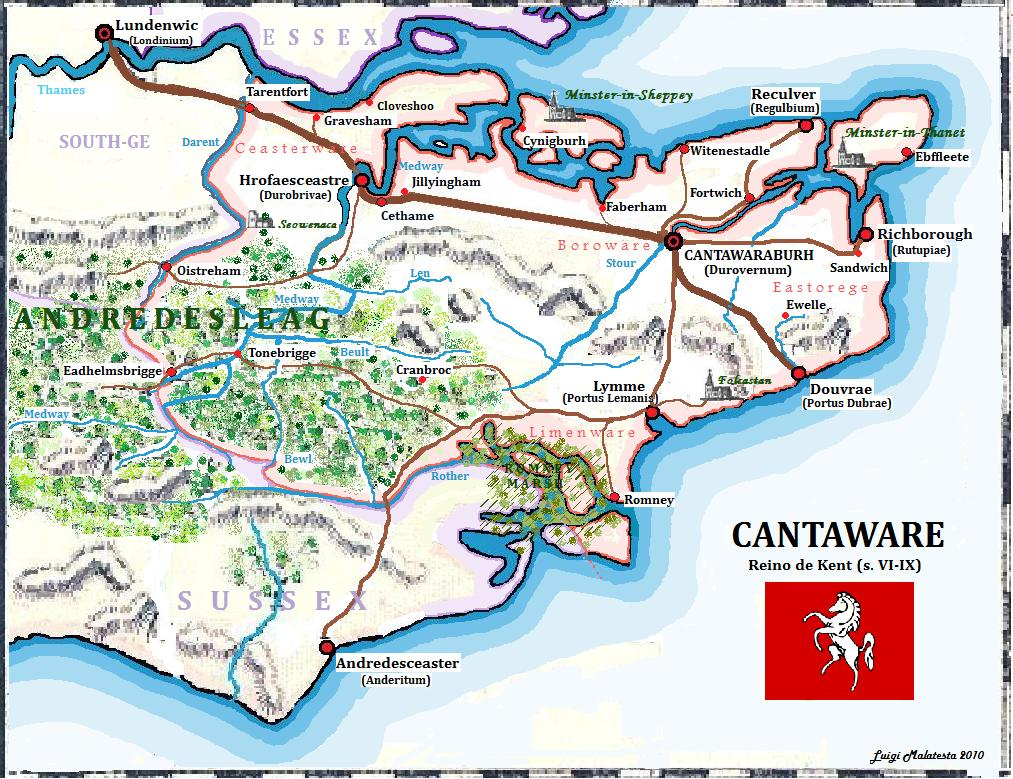
Kent in angelsächsischer Zeit

Eardwulf (auch Eardulfus, Earduulfus; † vor 762) war von 748 bis zu seinem Tod Mitkönig des angelsächsischen Königreiches Kent.

## Leben
Eardwulf stammte aus der kentischen Dynastie der Oiscingas. Er war ein Sohn des Königs Eadberht I. (725–748). Seine Mutter ist unbekannt. Eardwulf wurde 748 nach dem Tod seines Vaters dessen Nachfolger als König im Westen Kents. Im Ostteil Kents regierte sein Onkel Æthelberht II. (725–762) als übergeordneter König. Beide Landesteile standen unter der Oberherrschaft Mercias, dessen König Æthelbald den ganzen Süden Englands dominierte.
Aus der Zeit zwischen 748 und 762 sind zwei Chartas bzw. deren Kopien erhalten geblieben, die Eardwulfs Handzeichen tragen. Mit der Charta S30 beurkundete Eardwulf zu Gunsten der St-Andrew-Kirche in Rochester Weiderechte in Holanspic (nicht lokalisiert), Paetlanhrygc (Petteridge in Brenchley) und Lindhrygc (Lindridge). Sein Onkel König Æthelberht II. unterschrieb dieses Dokument als Zeuge. Die Charta S31 beurkundet eine Landschenkung bei Perhamstede (vermutlich Palmstead/Kent) an Heahberht, den Abt des Klosters Reculver. Eardwulf war Analphabet und unterschrieb mit einem Kreuz, das er per propriam manum („mit eigener Hand“) setzte. Auch ein Brief, den König Eardwulf und Bischof Eardwulf von Rochester an Bischof Lullus von Mainz mit der Bitte um Gebete für verstorbene Angehörige sandten, blieb erhalten. Mit Eardwulf endete die Herrschaft der Oiscingas im Westen Kents. Sein Nachfolger wurde Sigered, der vermutlich aus der Königsdynastie von Essex stammte.
Die Quellenlage zu Eardwulf ist spärlich und widersprüchlich. Von zeitgenössischen Chronisten wurde er nicht erwähnt. Einige moderne Historiker halten seinen Vater Eadberht I. (725–748) und Eadberht II. (762–um 764) für identische Personen, und ziehen eine gemeinsame Herrschaft Eardwulfs mit seinem Vater in Betracht. Die Chronologie und Herrscherfolge seiner Zeit sollte mit einer gewissen Skepsis betrachtet werden.